# White Blood Cells
White Blood Cells – trzeci długogrający album amerykańskiego duetu The White Stripes, wydany w 2001 roku.

## Lista utworów
1. „Dead Leaves and the Dirty Ground” – 3:04
2. „Hotel Yorba” – 2:10
3. „I'm Finding It Harder to Be a Gentleman” – 2:54
4. „Fell in Love with a Girl” – 1:50
5. „Expecting” – 2:03
6. „Little Room” – 0:50
7. „The Union Forever” – 3:26
8. „The Same Boy You've Always Known” – 3:09
9. „We're Going to Be Friends” – 2:22
10. „Offend in Every Way” – 3:06
11. „I Think I Smell a Rat” – 2:04
12. „Aluminum” – 2:19
13. „I Can't Wait” – 3:38
14. „Now Mary” – 1:47
15. „I Can Learn” – 3:31
16. „This Protector” – 2:12

## Twórcy
- Jack White – śpiew, gitara, fortepian
- Meg White – perkusja, śpiew